# Tratatul de la Saint-Germain-en-Laye
Tratatul de pace de la Saint Germain en Laye, cunoscut sub numele de Tratatul de la Saint Germain a reprezentat tratatul de pace încheiat între Aliații din Primul război mondial și noii create Republici a Austriei.
Ceremonia de semnare a tratatului a avut loc la Castelul Saint-Germain-en-Laye.

## Semnare și recunoaștere
Tratatul a fost semnat la data de 10 septembrie 1919 de către reprezentanții Austriei și reprezentanții diplomatici ai 17 state. Prin tratat, s-a recunoscut independența Republicii Austria (numită colocvial în acea perioadă Austria Germană pentru a se marca diferența față de Austro-Ungaria), a fost recunoscută de jure dezmembrarea Dublei Monarhii, prin constituirea statelor Polonia, Cehoslovacia și a Regatul Sârbilor, Croaților și Slovenilor, apartenența Bucovinei la România și a Tirolului de Sud în Italia. Prin acest tratat, Austria a fost obligată să renunțe în favoarea României la toate drepturile asupra Bucovinei.

## Conținutul tratatului
Tratatul este divizat în 14 părți.

### Prima parte
Prima parte este formată din Pactul Ligii Națiunilor, care reprezintă o parte comună a tratatelor de pace încheiate după Primul război mondial.

### A doua parte
Partea a doua definește frontierele Republicii Austria cu statele vecine: Elveția, Liechtenstein, Germania, Cehoslovacia, Ungaria, Statul Sârbilor, Croaților și Slovenilor (devenit ulterior Iugoslavia) și Italia. Tratatul consfințește independența Cehoslovaciei (Cehia făcuse parte din Cisleithania, partea austriacă a fostei monarhii), încorporarea Tirolului de Sud în teritoriul statului italian și a Burgenlandului (regiune care în perioada Monarhiei făcuse parte din Transleithania, partea ungară dar populată în special de etnici de limbă germană) în Austria. Frontiera cu Statul Sârbilor Croaților și Slovenilor era stabilită doar în mod parțial, regiunea Klagenfurt urmând să fie atribuită unuia din cele două state în urma unui plebiscit.

### A treia parte
Partea a treia intitulată clauze politice pentru Europa conține în principal o serie de prevederi referitoare la relațiile bilaterale ale Austriei cu statele succesoare ale Dublei Monarhii. Austria se angaja să recunoască independența Cehoslovaciei și Statului Sârbilor, Croaților și Slovenilor, precum și a teritoriilor care aparținuseră Rusiei la data de 1 august 1914 (statele baltice, Finlanda, Polonia).

### A patra parte
Secțiunea a patra (articolele 59-61) consacră renunțarea Austriei în favoarea României la orice drepturi și titluri asupra părților fostului Ducat al Bucovinei aflate în componența României. Formularea este ambiguă și a fost utilizată deoarece frontierele dintre România, Cehoslovacia și Polonia a fost stabilită ulterior încheierii tratatului de pace de la Saint Germain însă constituie recunoașterea internațională a unirii Bucovinei cu România.
De asemenea, această secțiune definește zona Klagenfurt în care populația era mixtă (slovenă și germană) în care a fost organizat un plebiscit pentru a se stabili voința majorității populației de a aparține fie Austriei fie Statului sârbo-croato-sloven.
De o deosebită importanță era articolul 88, care prevedea că independența Austriei este inalienabilă, cu excepția cazului în care Consiliul Ligii Națiunilor ar fi consimțit în acest sens. Din acest motiv, se solicita Austriei să se abțină de la orice acțiuni care ar fi compromis suveranitatea sa. Acest articol avea menirea de a interzice unirea Austriei cu Germania (alt stat învins în război).
Partea a patra (interesele austriece în exteriorul Europei) prevedea renunțarea de către Republica Austria la o serie de tratate și drepturi ale fostei monarhii austro-ungare în relațiile cu Marocul, Egiptul, Siamul (Thailanda) și China.

### A cincea parte
Partea a cincea (clauze militare) prevedea limitarea capacității militare a Austriei la 30.000 de militari, inclusiv ofițerii.

### Daune, despăgubiri
Celelalte nouă părți ale tratatului cuprindeau dispoziții referitoare la despăgubirile pe care Austria urma să le plătească, la regimul navigației pe Dunăre, la organizarea transporturilor feroviare între Austria și celelalte state (deosebit de importantă ținând cont de poziția Austriei în sistemul feroviar european) etc.

## Aplicarea și consecințele tratatului
Frontierele Austriei cu statele vecine au fost delimitate în anii imediat următori. Teritoriul Burgenlandului a intrat în componența Austriei, dar în orașul Sopron (în germană Odenburg), împreună cu alte opt sate, s-a organizat în anul 1921 un nou referendum în care s-a decis rămânerea în Ungaria.

### Plebiscitul Klagenfurt
Plebiscitul organizat în zona Klagenfurt a arătat că majoritatea locuitorilor doreau să rămână în cadrul Austriei.
Ca urmare a crizei economice care a urmat încheierii războiului, statul austriac nu a fost capabil să plătească despăgubirile fixate prin tratatul de pace.

### Unirea cu Germania
Austria, spre deosebire de toate celelalte state învinse în primul război mondial, nu a urmărit contestarea tratatului de pace și revenirea la situația anterioară. Majoritatea populației și a clasei politice ar fi preferat, în primii ani de după război, să se unească cu statul german, însă această posibilitate a fost interzisă de către învingători, care nu doreau să întărească Germania.
Problema unirii cu Germania a rămas pe agenda politică internă austriacă până în 1938, când Austria a fost anexată de Germania nazistă a lui Adolf Hitler. 

### După 1945
După al doilea război mondial, Austria a fost recunoscută din nou ca stat independent (suveranitatea deplină a fost recunoscută prin Tratatul de stat din 1955), în frontierele stabilite prin Tratatul de la Saint Germain.